# Casa Riverside
La casa Riverside (conocida por ser la residencia del magnate del acero Charles M. Schwab) era una extravagante mansión de 75 habitaciones, actualmente desaparecida, localizada en el paseo Riverside Drive, entre las calles 73 y 74 Oeste, en el Upper West Side de la Ciudad de Nueva York. 
Terminada en 1906, era la residencia privada más magnificente y ambiciosa nunca construida en la isla de Manhattan. Fue considerada por muchos como un caso clásico de «elefante blanco» (una posesión maravillosa costosísima de mantener) cuando se construyó en el "lado equivocado" de Central Park, lejos del mucho más glamuroso Upper East Side.

## Historia
Riverside era un vivo ejemplo de un concepto especialmente ostentoso y abigarrado de lo que se podía considerar como lujo a comienzos del siglo XX: recargadas escalinatas de mármol y bronce, profusión de maderas nobles, verjas de forja, paredes enteladas con los más exclusivos diseños, techos artesonados, frentes de chimenea recargadamente ornamentados, esculturas alegóricas, piedras semipreciosas de la mejor calidad... 
Conviviendo con elementos tan clásicos, la casa incluía un gimnasio, piscina interior, tres elevadores... ¡Y hasta una bolera! Una galería de arte, una biblioteca, la sala de baile y el mejor órgano de tubos de la ciudad de Nueva York (Schwab pagaba 10.000 dólares anuales al organista Archer Gibson para que lo tocase los sábados) completaban el impactante conjunto, concebido para hacer patente la opulencia de su propietario.
La casa fue diseñada por un arquitecto francés de reputación modesta, Maurice Hébert, con una mezcla ecléctica entre el estilo Beaux Arts y el estilo contenido de las mansiones de granito rosa construidas por Vanderbilt en la Quinta Avenida. Combinaba detalles de tres castillos (châteaux) del Renacimiento francés: Chenonceau, la escalera exterior de Blois, y Azay-le-Rideau. El terreno costó un millón de dólares, y las obras duraron cuatro años (entre 1902 y 1906), con un coste de más de seis millones de dólares.
Andrew Carnegie, cuya mansión en la Quinta Avenida se convertiría posteriormente en el Museo Cooper-Hewitt, llegó a hacer el comentario siguiente de la casa de su colega Charles Schwab: "¿Has visto la casa de Charlie? Hace que la mía parezca una chabola."

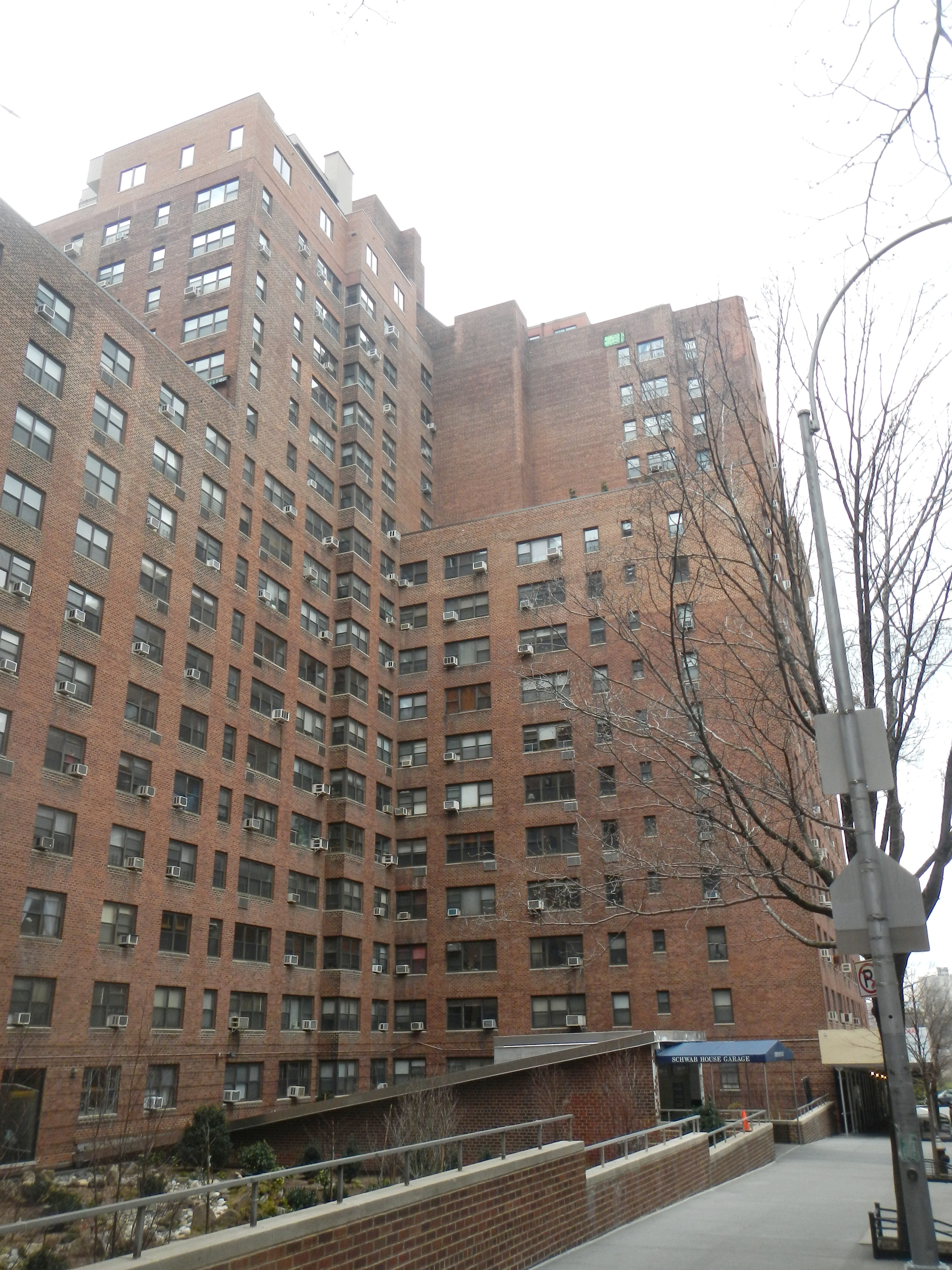
Schwab House. Edificio de apartamentos de la Calle 74.ª

Schwab fue un hombre hecho a sí mismo, primero presidente de la U.S. Steel y después fundador de la Bethlehem Steel Co. Construyó Riverside cuando se mudó a Nueva York desde la localidad de Bethlehem (Pensilvania). La gran parcela necesaria para el nuevo edificio estaba disponible porque formaba parte del solar que ocupaba hasta entonces el Asilo de Huérfanos, una de las muchas instituciones benéficas en el distrito de Bloomingdale cuyos terrenos sirvieron para la realización de grandes proyectos, como la Catedral de Saint John the Divine, o el campus en Morningside Heights de la Universidad de Columbia. El Hotel Ansonia ocupa la otra mitad de la parcela original desde 1900 hasta la actualidad. El financiero Jacob Schiff había comprado el solar, pero —tristemente para el futuro social del Upper West Side— la señora Schiff rechazó residir en el "lado equivocado" de Central Park.
Schwab era un gran especulador, posteriormente arruinado en el Crac de Wall Street de 1929. Murió relativamente pobre diez años después, en 1939, legando el insostenible "Riverside" a la Ciudad como posible (y ostentosa) residencia oficial para los alcaldes de Nueva York. Es probable que el alcalde anterior, Jimmy Walker, hubiera aceptado la propuesta, pero, desafortunadamente para la mansión, Fiorello La Guardia, el entonces alcalde, era contrario al traslado, y lo rechazó diciendo: "¿Cómo? ¿Yo en aquello?"
El rechazo de La Guardia selló el destino de la mansión. Durante la Segunda Guerra Mundial se plantó un jardín de estilo victoriano rodeándola. Finalmente, las viviendas del barrio acabaron llenándose de un vecindario hacinado, y Riverside Drive perdió cualquier vestigio de la opulencia y de la riqueza que había poseído. Hacia 1947 la casa ya estaba vacía, y en 1948 fue reemplazada por un gran complejo de apartamentos de ladrillo rojo, llamado "Schwab House".